# Замок Берегвар
Укріплення Берегвар (інколи Nagyberegi var, з угор. — Велика Бережська фортеця) збудоване на території сучасного села Великі Береги  Берегівського району, розташованого в 8 км на північний схід від м. Берегова. Форпост Берегвар — одне з наймаловідоміших і наймаловивченіших укріплень Закарпаття. Згадки про нього дуже рідкісні, жодних описів не збереглося, лише окремі угорські дослідники, спираючись на якісь маловідомі джерела, скупо відзначають факт існування цього укріплення. Воно відоме під назвами «Берегвар» («Beregvár»), тобто «Берег» + «вар» («vár» — у перекладі з угорської «замок / фортеця»). Рідше згадується назва «Нодьберегі вар» («Nagyberegi vár»), яке перекладають як «Велика Бережська фортеця». 

Місце для зведення оборонних споруд обрано з урахуванням наступних факторів: воно захищене Мужіївськими горами і Квасівським замком на півдні, р. Боржавою — на заході. Берегвар міг контролювати сухопутну дорогу з боржавської долини коло підгір'їв хребта Хат південними окраїнами Сернє (Чорного) — мочару (Szernye, з угор. — брудний, страшний) у бережську Притисянську рівнину. Місцевість, де розташовувався Берегвар, носить назву Конфертов (подібний топонім зберігся і в сусідньому с. Квасові). 

Час побудови укріплень точно невідомий, можливо кінець ХІІ століття. Ймовірно, у цей період на території майбутнього села Великі Береги виникло перше поселення. Колись у цій місцевості знаходилося заболочене озеро Чорний Мочар (осушено в новий час), на березі якого піднімалися невеликі пагорби. Цей горбистий берег на кордоні з болотистою місцевістю був обраний для будівництва населеного пункту.
Інформації про початковий етап зведення укріплень немає. 
У 1241 році південніше Берегів монголо-татарами був знищений так званий Боржавський замок у селі Вари, де знаходився центр Боржавського комітату. Різке зниження значення Боржавського замку сприятливо позначилося на Берегварі, оскільки саме сюди був зміщений центр комітату. Таким чином, можливо цей замок деякий час слугував центром у невеликій області угорського королівства, а сам комітат отримав нову назву — «Берег».
1261. У Берегах будується (або відновлюється?) Замок. Можна припустити, що фортифікації Берегвар були представлені земляними валами та дерев'яними укріпленнями. У цьому ж році король Угорщини Бейла IV (1206—1270) подарував Бережський комітат разом зі «… всіма селами, лісами, людьми, звірами і водами» католицькій церковній єпархії, центром якої було місто Егер (Угорщина).
1271. Центр Березького комітату переноситься в місто Лампертсас (нині — Берегово), що знаходиться за 7-8 кілометрів на південний захід від Берегвар. Письмові джерела епохи середньовіччя мовчать про долю замку Берег, що, можливо, пояснюється його раннім зникненням. Замок, зниклий невідомо коли за нез'ясованих обставин, імовірно, більше не відновлювався.
Подальша доля фортеці невідома, наземні споруди не збереглися. Місцезнаходження замку невідомо, ймовірно, над рівнем землі від укріплень і будівель комплексу нічого не збереглося. У літературі конкретна інформація про Берегвар відсутня.